# Paralobophora choaspitis
Paralobophora choaspitis är en fjärilsart som beskrevs av Charles Oberthür 1864. Paralobophora choaspitis ingår i släktet Paralobophora och familjen mätare. Inga underarter finns listade i Catalogue of Life.